# Olios subadultus
Olios subadultus là một loài nhện trong họ Sparassidae.
Loài này thuộc chi Olios. Olios subadultus được Cândido Firmino de Mello-Leitão miêu tả năm 1930.